# Коронавірусна хвороба 2019 у Латвії
Спалах коронавірусної хвороби 2019 у Латвії — це поширення пандемії коронавірусної хвороби 2019 на територію Латвії. Перший випадок захворювання в країні підтверджено 2 березня 2020 року. З 13 березня уряд країни закрив на карантин усі навчальні заклади та заборонив усі масові зібрання до 14 квітня. Оскільки кількість нових підтверджених випадків залишалася в межах низького двозначного діапазону за день, надзвичайний стан періодично продовжували до середини 2020 року, коли кількість підтверджених випадків інфікування впала майже до 0, а надзвичайний стан закінчився 9 червня 2020 року. Більшість обмежень було знято пізніше.
Кількість випадків хвороби знову зросла до кінця вересня, від кількох десятків випадків на день до кількох сотень до листопада, і багато обмежень було відновлено та посилено, включаючи запровадження низки нових обмежень. Зрештою 9 листопада 2020 року було знову відновлено надзвичайний стан із посиленням правил і обмежень, а до кінця листопада кількість випадків хвороби на день сягнули близько тисячі. На початку року кількість випадків продовжувала зростати, і надзвичайний стан було продовжено до 6 квітня 2021 року. Програма вакцинації розпочалася на початку 2021 року.

## Хронологія

### 2020
31 січня МЗС Латвії оновило свої рекомендації щодо закордонних подорожей, закликавши громадян країни утриматися від відвідування Уханя, та оцінити необхідність поїздок до Китаю взагалі. Міністерство також рекомендувало громадянам, які повернулися з Китаю, та мають симптоми коронавірусної хвороби, звернутися до лікарів, при цьому надавши інформацію щодо маршруту своїх подорожей та осіб, які контактували з цими громадянами.
3 лютого латвійські громадяни, які мешкали в Ухані, евакуйовані з міста на французькому урядовому літаку, та доставлені до Парижа, де мали відбути 14-денний карантин, після чого їм дозволили виїхати до Риги. 11 лютого Латвія передала Китаю захисний одяг, маски, респіратори та інші засоби для запобігання поширення епідемії та захисні засоби.
27 лютого офіційні особи Естонії проінформували про перший випадок COVID-19 у країні. Ним виявився громадянин Ірану, який хворим сів на автобус від Риги до Таллінна, та викликав швидку допомогу на талліннському автовокзалі. Він спочатку виїхав з Ірану до Туреччини, звідки прилетів до Риги, пробув у ній 2,5 години та користувався громадським транспортом.
2 березня міністерство охорони здоров'я Латвії повідомило про перший випадок COVID-19 в країні. Першою інфікованою коронавірусом виявилась жінка, яка прилетіла з Мілана до Риги через Мюнхен. Наступного дня після того, як її стан значно покращився, і повторний тест на коронавірус виявився негативним, її виписали з латвійського Центру інфекційних хвороб із вказівкою перебувати на самоізоляції протягом наступних 14 днів. Наступного дня латвійський уряд виділив додатково для міністерства охорони здоров'я 2,6 мільйона євро на різні заходи для боротьби з коронавірусом. Міністр охорони здоров'я Ілзе Віньцькеле оцінила готовність країни до епідемії коронавірусної хвороби як 8 з 10.
8 березня Латвійський національний центр із попередження та контролю за інфекційними захворюваннями повідомив про виявлення другого хворого в країні, який мав позитивний тест на коронавірус, якого госпіталізували до центру інфекційних захворювань Ризької східної університетської клінічної лікарні. Згідно з повідомленням, другий випадок коронавірусної хвороби в країні зареєстрований у жінки, яка повернулась із гірськолижного курорту Брей-Червінія літаком Мілан—Рига у суботу 7 березня. До цього дня у Латвії провели 222 обстеження на коронавірусну хворобу.
9 березня кількість підтверджених випадків COVID-19 у Латвії зросла до шести. Усі інфіковані нещодавно повернулися з Північної Італії. Наступного дня кількість інфікованих COVID-19 осіб у Латвії зросла до 8. Обидва нових хворих повернулися з Італії. З 29 лютого проведено 274 тестування на коронавірус.
12 березня прем'єр-міністр країни Кріш'яніс Каріньш повідомив, що уряд запровадив надзвичайний стан на території країни, також з 13 березня до 14 квітня заборонені усі масові заходи за участю більш ніж 200 осіб, у школах вводиться дистанційне навчання, одночасно також вводиться низка інших заходів щодо запобігання поширення коронавірусної хвороби. 13 березня уряд оголосив про підтримку підприємців, які постраждали унаслідок епідемії коронавірусної хвороби, у розмірі мільярда євро у вигляді «фінансових інструментів» (таких як податкові канікули або виплати по хворобі) через державний банк розвитку ALTUM. Міністр фінансів Яніс Рейрс заявив, що Латвія знаходиться в хорошому фінансовому стані у порівнянні з кризою 2008 року. Міністр сільського господарства країни Каспарс Герхардс повідомив, що в країні немає нестачі продовольства, і що внутрішнє виробництво продовольчих тварів може з надлишком забезпечити потреби населення.
14 березня оприлюднено список невідкладних заходів щодо подолання коронавірусної інфекції. Того ж дня прем'єр-міністр країни Кріш'яніс Каріньш анонсував заборону з 17 березня міжнародних пасажирських перевезень, за виключенням особистих поїздок у межах ЄС, повернення громадян з-за кордону та завезення товарів. окрім того, скасовані усі масові заходи та зібрання за участю більш ніж 50 осіб. З 16 березня латвійські поліцейські здійснили 376 перевірок та зафіксували 14 випадків порушення карантинних заходів.
17 березня кількість інфікованих коронавірусом зросла в країні до 71, у тому числі вперше COVID-19 виявлений у дитини. Міністр охорони здоров'я Ілзе Вінцкеле повідомила, що на 18 березня у країні є 120 інфекційних ліжок для пацієнтів із COVID-19, проте їх кількість може бути збільшена до 400 шляхом перепрофілювання, та в кінцевому підсумку доведена до 1000 ліжок. Готуючись до можливого масового поступленя пацієнтів із COVID-19, більшість лікарень почали зменшувати або призупиняти прийом планових та амбулаторних хворих, за винятком невідкладних випадків.
19 березня головний лікар центру з боротьби з інфекційними хворобами Латвії Байба Розентале наголосила на важливості для всіх громадян, які повертаються з-за кордону, знаходитись на самоізоляції, та відзначила, що, хоча й ситуація у країні щодо поширення коронавірусної хвороби є стабільною, це може бути просто «затишшям перед бурею». Того ж дня о 21.00 відбувся загальнодержавний флешмоб «Sakām Paldies» (Скажи дякую), під час якого люди, які стояли у вікнах свої помешкань, аплодували і дякували лікарям, поліцейським, фармацевтам, учителям, продавцям продовольчих магазинів, журналістам служб новин та іншим людям, які працюють під час пандемії.

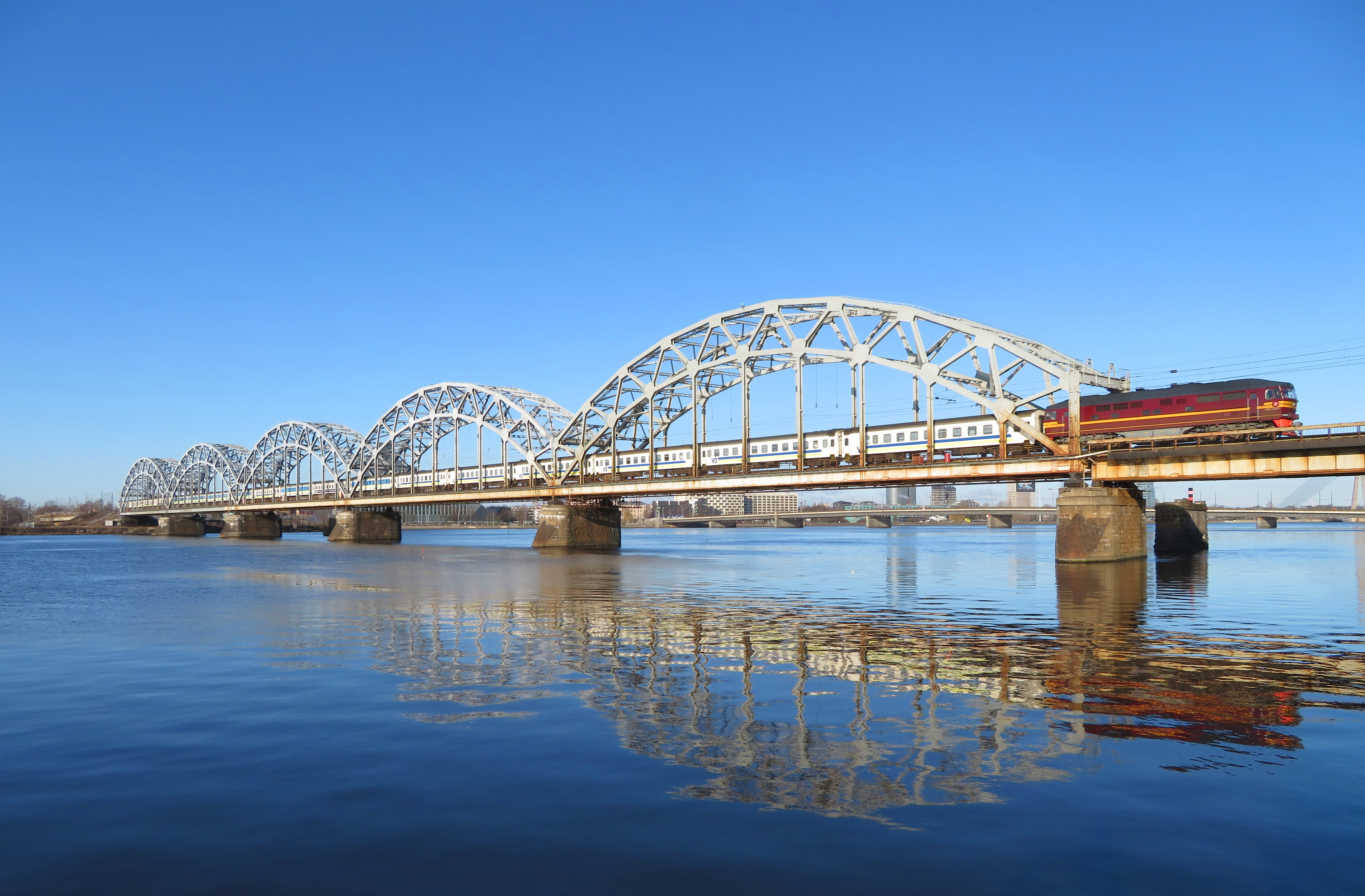
Потяг із Києва, яким поверталися на батьківщину громадяни Латвії 22 березня

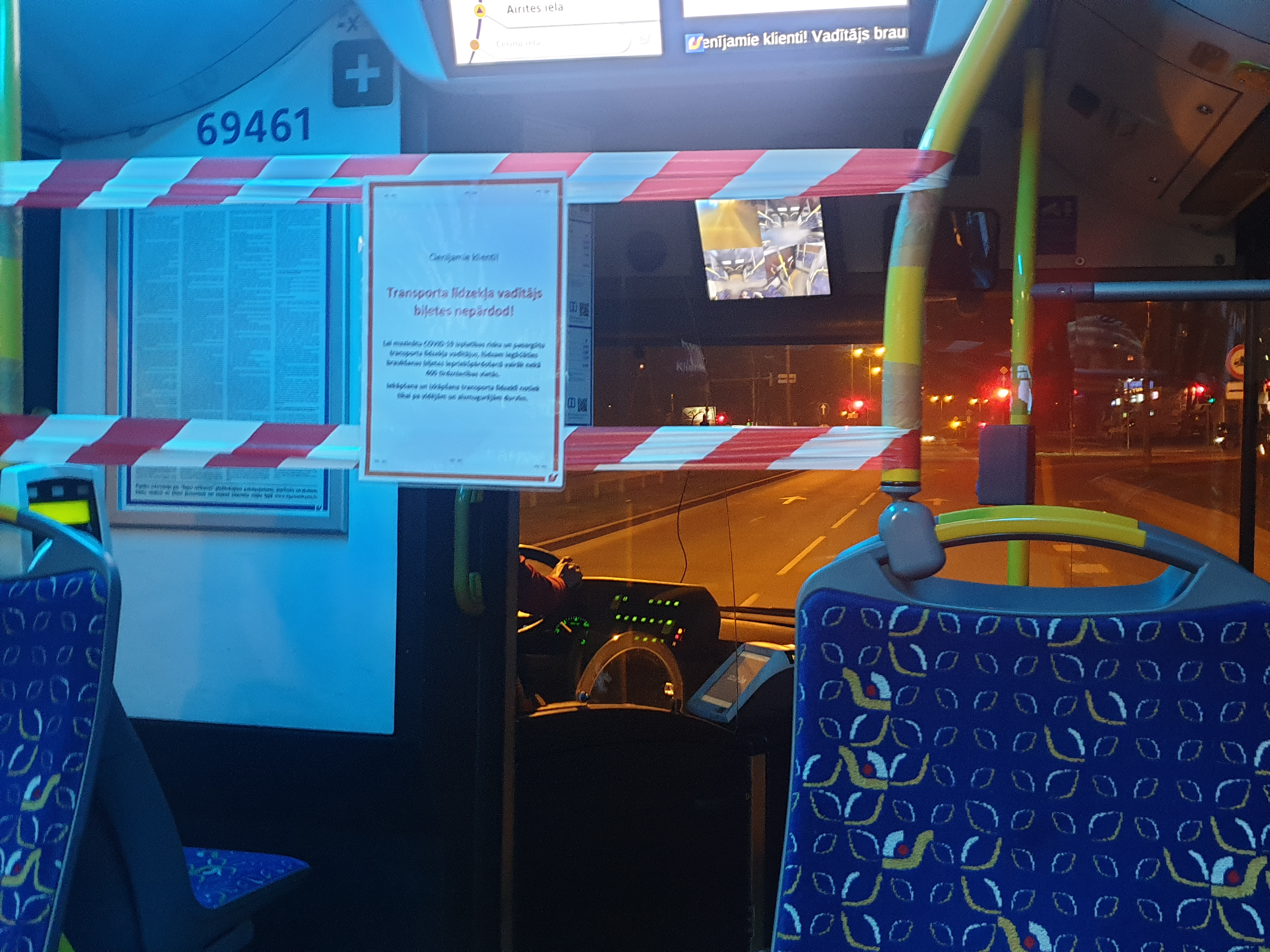
Обмеження в громадському транспорті Риги з 26 березня 2020

20 березня незалежний депутат Сейму Артусс Кайміньш повідомив у Твіттері, що в нього підтверджено позитивний результат обстеження на COVID-19, вибачившись перед усіма, з ким він контактував 15 та 16 березня, та закликав їх пройти обстеження на коронавірус. Пізніше всі депутати Сейму та урядовці, які контактували з Кайміньшем, мусили пройти обстеження на коронавірус.
25 березня виявлено 24 нових випадки коронавірусної хвороби, після чого загальна кількість випадків у країні зросла до 221. Серед них був військовослужбовець НАТО, який проходив військову службу на території Латвії. Керівник відділу аналізу ризиків та профілактики захворювань Центру профілактики та боротьби з інфекційними захворюваннями Юрійс Перевощіковс також повідомив про перших пацієнтів COVID-19 без чітких епідеміологічних зв'язків з будь-якими іншими випадками зараження або поїздками за кордон, вказуючи на початок передачі COVID-19 всередині країни. Також 25 березня Латвійська національна бібліотека до 14 квітня зробила вільний доступ до свого інтернет-архіву газет і журналів.
29 березня уряд країни запровадив ряд ще жорсткіших обмежувальних заходів. Передусім встановлено, що всі особи повинні дотримуватися відстані 2 метрів між людьми та дотримуватися інших норм епідеміологічної безпеки під час приватних та громадських заходів, як у приміщенні, так і на ввідкритому повітрі. Винятком з цього правила є особи, які живуть в одному житловому приміщенні, батьків з неповнолітніми дітьми, а також родичі осіб похилого віку, які не проживають із ними в одному приміщенні. Нові обмеження також включають заборону будь-яких масових заходів (окрім поховань), громадських заходів, мітингів, походів, пікетів, спортивних змагань у приміщенні та релігійних заходів. Дозволяється робота торгових точок та закладів громадського харчування за умови дотримання дистанції 2 метри між клієнтами, та дотримання інших засобів безпеки. Запроваджуються також інші заходи включно з пріорітетністю медичного забезпечення, а також введення посад операторів телекомунікації для проведення епідеміологічних розслідувань.
Професор Уга Думпіс з клінічної університетської лікарні імені Паулса Страдиньша заявив, що більшість випадків коронавірусної хвороби складають особи, які повернулися з-за кордону, та хоча нові випадки, не зв'язані з іншими хворими, спричинюють деяку тривожність, проте їх кількість залишається дуже низькою, та поширення інфекції частково контролюється. Він не підтримав додаткових обмежувальних заходів, пояснюючи, що це може призвести до «серйозних психосоціальних наслідків та загострення інших хвороб», тому для стримування поширення хвороби більшість суспільства повинна дотримуватися нинішніх обмежень. Медичні працівники лікарні імені Страдиньша зробили відеозапис, в якому закликали представників громадськості до соціально відповідальної поведінки, рекомендувавши залишатися вдома під час спалаху коронавірусу.
7 квітня уряд Латвії ухвалив рішення про продовження надзвичайного стану ще на місяць до 12 травня при застосуванні чинних обмежень. 7 травня уряд продовжив надзвичайний стан у країні до 9 червня, але послабив деякі обмеження. Зокрема, з 12 травня дозволено масові заходи на відкритому повітрі, та у приміщенні тривалістю не більш ніж 3 години, за участю не більш ніж 25 осіб, з дотриманням безпечної дистанції у 2 метри та із застосуванням дезінфекційних засобів. Проїзд у громадському транспорті дозволений лише за наявності захисної маски для рота та носа. Дозволено транспортне сполучення та туристичні поїздки в межах трьох Балтійських країн. 22 травня було відновлено транспортне сполучення з ЄС.
З 13 жовтня було ухвалено рішення висаджувати пасажирів громадського транспорту в Ризі, що не носять масок.
9 листопада в Латвії було оголошено надзвичайний стан щонайменше до 6 грудня, було заборонено публічні заходи (крім мітингів і пікетів на відкритому повітрі), усі спортивні заходи (за винятком заходів міжнародних олімпійських федерацій, але без глядачів). За порушення фізичних осіб можуть карати штрафами у розмірі до 2 тисяч євро, юридичних осіб — від 140 до 5000 євро.
8 грудня Латвія посилила прикордонний контроль для всіх, хто прибував до країни з Естонії та Литви: щоб в'їхати, стало необхідним пред'явити QR-код, отриманий при попередній реєстрації в електронній базі даних.
З 31 грудня до 4 січня в Латвії було введено комендантську годину з 22:00 до 5:00, також було продовжено режим надзвичайної ситуації щонайменше до 7 лютого.
З 11 лютого Латвія заборонила в'їзд до країни до 25 лютого без належних причин з країн ЄС, ЄЕЗ, Швейцарії та Британії.

### 2021
Прем'єр-міністр Кріш'яніс Каріньш висловив недовіру міністру охорони здоров'я Ілзе Вінкеле через відсутність плану вакцинації, та попросив її звільнити. Вінкеле не погодилася з тим, що плану немає, але подала у відставку. 7 січня Даніель Павлютс був затверджений новим міністром охорони здоров'я.
Попередні обмеження, включно з комендантською годиною у вихідні дні, було продовжено до 25 січня, і пізніше до 7 лютого. Новий міністр охорони здоров'я запропонував скасувати обмеження, лише якщо загальна кількість нових випадків на душу населення зменшиться втричі.
5 січня міністерство охорони здоров'я країни оприлюднило план вакцинації, з оцінкою 50 тисяч щеплень на місяць і 16 % від загальної кількості населення в першому кварталі року. Було створено Центральне бюро вакцинації для сприяння безпроблемному проведенню вакцинації. Згідно з опитуванням, 38 % населення Латвії заявили, що відмовляться від вакцинації.
З січня українські громадяни в Латвії отримали можливість безкоштовно вакцинуватися від коронавірусу, для цього необхідно було мати тимчасову або постійну посвідку на проживання або здійснювати внески обов'язкового державного страхування в країні. 28 січня було оголошено, що Латвія закупить ще 420 тисяч доз вакцини Moderna.
На початку лютого рівень смертності в Латвії був на 32 % вищий, ніж у середньому по ЄС, а COVID-19 був третьою за частотою причиною смерті в країні. У середині місяця кількість більш заразних штамів вірусу зросла з 3 % до 8 % у кінці місяця.
У лютому уряд затвердив «Систему попередження про COVID» на основі сукупного підрахунку нових випадків за 14 днів. Система має на меті інформувати населення про поточні рівні ризику епідеміологічної ситуації та відповідно встановлювати обмеження. 5 лютого надзвичайний стан було продовжено до 6 квітня зі здебільшого тими самими обмеженнями, тоді як комендантську годину на вихідних не продовжили. Паралельно на 2 тижні також були введені додаткові обмеження на поїздки. 5 лютого також почав працювати державний сайт реєстрації на добровільну вакцинацію. 16 лютого уряд затвердив план одноразової допомоги по догляду за дитиною в розмірі 500 євро для сімей на дітей віком від 0 до 15 років, від 15 до 20 років для тих, хто ще навчається, і всіх новонароджених до 6 квітня.
5 лютого почав працювати веб-сайт для запису на вакцинацію для мешканців країни, а 10 лютого — реєстрація по телефону. 9 лютого була сформована пріоритетна група на щеплення. Станом на 12 лютого на щеплення зареєструвалися 93 тисячі осіб. До 20 лютого понад 25 тисяч осіб отримали першу щеплення, а понад 16 тисяч — друге. Літні люди старше 70 років стали першою загальною групою населення, яку вакцинуватимуть. Міністр охорони здоров'я зазначив зазначив, що колективний імунітет буде неможливим до середини року.
18 лютого у Латвії заявили про перший випадок COVID-19 у собаки, у нього було виявлено антитіла до коронавірусу.
На початку березня понад 9 % зразків мали новий штам COVID-19, хоча їх кількість не подвоїлася, як це було в інших країнах. 12 березня уряд ухвалив рішення про подальші обмеження для стримування поширення коронавірусу та запобігання поширенню третьої хвилі нового штаму вірусу, зокрема, це стосувалося віддаленої роботи, за винятком працівників життєво необхідних галузей, і робіт, які не можуть виконуватися дистанційно. Латвійський лікар-інфекціоніст Думпіс сказав, що наразі обмеження не можна послаблювати.
9 березня Латвія призупинила використання однієї серії вакцини AstraZeneca, це сталося після того, як в Австрії після щеплення помер пацієнт. Пізніше використання цієї вакцини було зупинено, як і в інших країнах ЄС.
До середини березня з 5,1 % вакцинованого населення Латвія була на другому місці серед країн ЄС і ЄЕЗ. Прем'єр-міністр Каріньш зазначив, що розподіл вакцин між країнами не був пропорційним, і Латвія отримала пропорційно менше доз, однак ЄС відповів на спільний лист кількох країн, що це не так, і країни вільні вибирати кількість отриманих доз від виділених для них обсягів. До середини березня очікувалося вакцинувати 3000 осіб на день, хоча попередня мета у 2500 вакцинованих на день не була досягнута, і залишилася на рівні 2000 вакцинованих на день. Також спостерігалися затримки з доставкою вакцини, і менше доз доставлялося до місць вакцинації. Латвія планувала відкрити одинадцять великих центрів вакцинації на додаток до менших центрів. Згідно з опитуванням, лише 29 % латвійців скористалися б першою ж можливістю зробити щеплення. Також планувалося відновлення використання вакцини AstraZeneca.
7 квітня в Латвії припинено надзвичайний стан. Хоча обмеження залишалися в силі, дозволили відкрити лише частину магазинів. Пізніше в квітні голова уряду Каріньш заявив, що не очікує, що уряд послабить обмеження.
До 21 квітня 10 % латвійців отримали першу дозу вакцини. У презентації, підготовленій міністерством охорони здоров'я, повідомлено, що виділено 8,6 мільйона доз вакцини, на що потрібно трохи більше 141 мільйона євро.
На початку травня голова уряду країни зазначив, що нові обмеження навряд чи будуть встановлюватися. За травень кількість підтверджених випадків хвороби зменшилася вдвічі. 27 травня уряд схвалив низку пільг для вакцинованих осіб.
Лише 30 % людей похилого віку отримали вакцинацію, тоді як у Європі в середньому 80 % людей похилого віку вже пройшли вакцинацію. Лікар-інфекціоніст Думпіс передбачив, що ефект від вакцинації проти COVID-19 можна буде побачити приблизно в середині літа. Проведене дослідження показало, що 12 % населення Латвії могли бути інфіковані COVID-19, не підозрюючи про це.
На початку червня понад півмільйона жителів країни отримали принаймні одну дозу вакцини, до середини червня ця кількість зросла до мільйона. Протягом червня рівень вакцинації знижувався. Лікар-інфекціоніст Думпіс сказав, що, незважаючи на те, що особи з груп ризику мали доступні вакцини протягом кількох місяців, рівень вакцинації залишався низьким серед групи й становив менше 50 % порівняно з іншими європейськими країнами з набагато вищими показниками.
15 червня у Латвії було скасовано вимогу носити маски на вулиці. На початку липня в Латвії було оголошено лотерею з метою прискорення вакцинації від COVID. Головний приз сягнув 100 тис. євро. 19 липня влада країни дозволила туристам з України в'їзд без тестів та самоізоляції. Кількість випадків хвороби зменшилася на 60 % за попередні 5 тижнів, а рівень захворюваності на 100 тисяч жителів за 14-денний період впав нижче 200 вперше з листопада. Цей показник все ще був одним із найвищих у Європі. Різні обмеження на кількість осіб, які можуть збиратися разом, було знято.
До середини липня кількість нових інфікувань знизилася на 36 % порівняно з попереднім тижнем, і залишилася на одному рівні до кінця місяця. Уряд припустив ще один очікуваний спалах восени та взимку. Подальше обмеження було знято для вакцинованих осіб.
Темпи вакцинації продовжували знижуватися і були найнижчими з квітня та березня, до кінця липня процес вакцинації завершили понад 35 % осіб. Набула популярності можливість зробити щеплення в різних торгових центрах. Лікар-інфекціоніст Думпіс зазначив небажання людей робити щеплення в Латвії, та частково пояснив причини цього.
На початку серпня кількість нових підтверджених випадків зросла на 30 % порівняно з попереднім тижнем. До середини серпня поширення варіанту Дельта становило 95 % усіх випадків порівняно з 18 % на початку липня, і зросло до 98 % до кінця серпня.
До середини серпня принаймні одну дозу вакцини отримали 800 тисяч осіб. Темпи вакцинації продовжували падати, досягнувши найнижчого рівня з березня. Найактивніше вакцинувалася молодь віком від 12 до 17 років. 17 серпня уряд постановив, що вакцинацію можна завершити вакциною іншого виробника, ніж перша доза.
Уряд повідомив, що невакциновані особи можуть зіткнутися з більш жорсткими обмеженнями в майбутньому. Тим часом загальні заходи безпеки вирішено не змінювати, навіть якщо було перевищено поріг наступного рівня ризику.
У вересні було вирішено запустити окремий громадський транспорт для вакцинованих, де пасажирам дозволятиметься не використовувати захисні маски.
У вересні кількість випадків хвороби продовжувала зростати, і до другої половини вересня нові випадки досягли майже 30 % щотижневого приросту, а кількість госпіталізацій зросла до 41 %, і продовжувала зростати. Швидка медична допомога почала стикатися з проблемами пошуку місць для хворих, яких необхідно було госпіталізувати у відділення реанімації. Дві лікарні оголосили внутрішній надзвичайний стан. Основною проблемою лікарень була нестача медсестер у відділеннях інтенсивної терапії.
Рівень вакцинації продовжував знижуватися, і досяг найнижчого рівня за 6 місяців.
28 вересня уряд вирішив, що з 11 жовтня майже всі послуги та заходи повинні бути організовані таким чином, щоб весь персонал і відвідувачі були вакциновані, одужали після COVID-19, або мали негативний тест.
У квітні-жовтні у Латвії проходила соціальна кампанія «Два мільйони причин вакцинуватися» для мотивування населення робити щеплення. В рекламі за участі колишнього футболіста збірної Латвії та колишнього президента Латвійської футбольної федерації (ЛФФ) Каспара Горкша було допущено помилку. З латиської слова «Я вакцинуюсь, бо хочу поїхати в гості до бабусі та дідуся» переклали російською як «Я вакцинуюсь, тому що хочу зустрітися з прабабусею та прадідом».
На початку жовтня кількість випадків продовжувала зростати і досягла рекордних значень. 11 жовтня було оголошено надзвичайний стан на 3 місяці разом із запровадженням кількох обмежень. До середини жовтня була зареєстрована найбільша кількість нових випадків із грудня 2020 року, коли кількість госпіталізованих хворих зросла на понад 50 %. 21 жовтня розпочався майже місячний локдаун з посиленням заходів безпеки та обмеженнями на пересування, включаючи комендантську годину з 20:00 до 05:00 і призупинення роботи більшості магазинів і послуг.
Темпи вакцинації залишалися стабільними на початку місяця, і трохи підвищилися до середини жовтня. На той час близько половини населення країни було вакциновано.
4 листопада Сейм Латвії дозволив підприємствам відсторонювати, а згодом і звільняти працівників, які відмовляються від вакцинації або переводу на дистанційну роботу. Постанова набрала чинності з 15 листопада. Було встановлено винятки для осіб з медичними протипоказами, і для тих, хто нещодавно перехворів. За словами ініціатора закону Яніса Ранцанса, обмеження введені через різке зростання кількості випадків хвороби та заради «зміцнення довіри громадськості до урядової політики щодо контролю за COVID-19». Бустерні щеплення рекомендували всім дорослим.
За кілька місяців захворюваність неухильно знижувалася, а кількість хворих у лікарнях зменшилася. До кінця листопада загальна кількість смертей, пов'язаних з COVID-19, перевищила 4000.
26 листопада через новий варіант Омікрон було введено обмеження на подорожі, зокрема кілька африканських країн стали першими країнами, які потрапили до «червоного списку» подорожей із «дуже високою загрозою здоров'ю». Експерти зауважили, що новий штам все одно з'явиться.
У грудні Латвія та Естонія ухвалили рішення робити бустерну дозу щеплення через 3 місяці після першого циклу, це пояснювалося швидким розповсюдженням штаму Омікрон. Бустерна вакцинація відбувалася стабільними темпами, і кожен десятий житель отримав бустерну щеплення до другої половини грудня, що становить 15 % з 66 % населення, яке завершило процес вакцинації. Однак кількість осіб, які отримали першу дозу вакцини, зменшилася. Латвія подала заявку на 4,7 мільйона доз вакцини на 2022 рік.
До 6 грудня були виявлені перші випадки захворювання на варіант Омікрон. Було проведено випадкові перевірки прибулих осіб. Експерти висловили занепокоєння щодо збільшення кількості випадків після свят та потенційного напливу хворих через новий варіант. До кінця грудня щодня госпіталізували близько 50 осіб.

### 2022
Варіант Омікрон поширився серед населення країни. На початку січня кількість нових випадків зросла на 30 %, і на 50 % до другої половини місяця. Кількість випадків продовжувала зростати, кількість випадків за тиждень подвоювалася.
Близько 15 % населення країни отримали ревакцинацію. Встановлено термін дії ковід-сертифіката для первинної вакцинації.
Нова рекордна кількість нових випадків перевищила 10 тисяч на добу на початку лютого, і перевищила 11,4 тисяч випадків на добу до середини місяця. Загальна кількість випадків перевищила 450 тисяч. Понад 1000 хворих перебували на лікуванні в лікарнях, і було зареєстровано 5000 смертей, пов'язаних з коронавірусом.